# White Lies (canção de Paul van Dyk)
White Lies é um single do cantor, produtor e DJ alemão  de house music Paul van Dyk, extraído de seu álbum In Between. A canção foi lançada em 31 de julho de 2007 pela gravadora Ultra Records e conta com a participação da cantora Jessica Sutta.

## Composição e lançamento
Em 2 de maio de 2007 Paul van Dyk anunciou que estava trabalhando com a cantora Jessica Sutta em uma nova canção intitulada "White Lies" para seu próximo álbum de estúdio. A canção, composta por Alexander Rousmaniere, Jennifer Karr e Paul van Dyk e a produzida pelo cantor em parceria com Dave Audé, trazia os vocais principais e exclusivos de Jessica Sutta. Em 31 de julho de 2007 é lançada como primeiro single do novo trabalho do DJ, alcançando a posição trinta e oito no German Singles Chart, na Alemanha, país de origen do cantor. Em entrevista Paul van Dyk comentou sobre a canção e a parceria com Jessica: "Eu tinha muito divertido trabalhar com Jessica. Sua voz flexivel e sua atitude sexy reflete perfeitamente o tema do single". Mais tarde a estadunidense também falou sobre o trabalho:
| “ | É uma loucura como o universo funciona. Nós estavamos na Alemanha em turnê (com as Pussycat Dolls), eu e Paul estávamos falando sobre dance music e ele disse que estava fazendo este álbum. Antes que eu percebesse, eu estava co-estrelando em seu álbum. Tivemos apenas duas horas para gravar a canção e ele foi muito profissional. Ele é tão sincero, é uma das pessoas mais legais que eu já conheci. Você não espera que alguém que é tão famoso, seja tão humilde, mas ele é. | ” |

## Recepção da crítica
A canção recebeu críticas positivas. David Sanford, do site About.com declarou que Paul Van Dyk fez um grande retorno ao cenário da dance music com a canção, acrescendo que "Jessica Sutta também prova que Nicole Scherzinger não é a única ex-Pussycat Dolls que pode cantar, e cantar muito". O crítico ainda disso que a combinação dos dois torna a canção impossível de não se adorar e finalizou avalindo um à um dos remixes, dando aval positivo a todos.

## Videoclipe
O vídeo foi dirigido por Steven Antin e produzido por Looking Glass Films, sendo gravado em Hollywood, na Califórnia. O clipe começa com Jessica Sutta fazendo danças ao estilo burlesco, vestida a carater. Primeiramente a cantora aparece em uma cama com uma roupa branca, em um quarto vazio, sendo observados por pessoas através das janelas espelhadas. Em outra cena aparece dançando em palco em torno de uma cadeira, com uma roupa preta enquanto Paul van Dyk toca como DJ. O vídeo foi bastante comparado à "Open Your Heart", da cantora ao de Madonna, sendo também semelhante à coreografia de Bob Fosse em "Mein Herr".

## Faixas
| Remixes Pt. 1 1. "White Lies" (Radio Edit) — 3:40 2. "White Lies" (Berlin Mix) — 7:00 3. "White Lies" (L.A. Mix) — 6:39 4. "White Lies" (Dave Spoon Remix) — 7:05 5. "White Lies" (Aural Float Remix Long) — 6:31 Remixes Pt. 2 1. "White Lies" (Radio Edit) — 3:40 2. "White Lies" (L.A. Mix) — 6:39 3. "White Lies" (Berlin Vocal Mix) — 7:00 4. "White Lies" (Berlin Mix) — 7:00 5. "White Lies" (Dave Spoon Remix) — 7:05 6. "White Lies" (Aural Float Remix Long) — 6:31 7. "White Lies" (Videoclipe) — 6:31 | CD Single 1. "White Lies" (Radio Edit) — 3:40 2. "White Lies" (Aural Float Remix Long) — 6:31 Vynil 1. "White Lies" (Edição de Rádio) — 3:40 2. "White Lies" (Berlin Mix) — 7:00 3. "White Lies" (L.A. Mix) — 6:39 4. "White Lies" (Dave Spoon Remix) — 7:05 5. "White Lies" (Aural Float Remix Long) — 6:31 |

## Desempenho nas tabelas musicais

### Posições
| Paradas (2007)                                     | Posições |
| -------------------------------------------------- | -------- |
| Áustria (Ö3 Austria Top 40)                        | 73       |
| Alemanha (Media Control Charts)                    | 38       |
| Bulgária (BAMP)                                    | 3        |
| Finlândia (Finnish Singles Chart)                  | 10       |
| Estados Unidos (Billboard Hot Dance Club Songs)    | 3        |
| Estados Unidos (Billboard Hot Dance Singles Sales) | 1        |
| Estados Unidos (Billboard Bubbling Under Hot 100)  | 15       |
| Reino Unido (UK Singles Chart)                     | 80       |

## Histórico de Lançamento
| País     | Data                | Formato          |
| -------- | ------------------- | ---------------- |
| Alemanha | 31 de julho de 2007 | Download digital |
| Mundo    | 31 de julho de 2007 | Download digital |